# フリードリヒ・アウグスト十字章

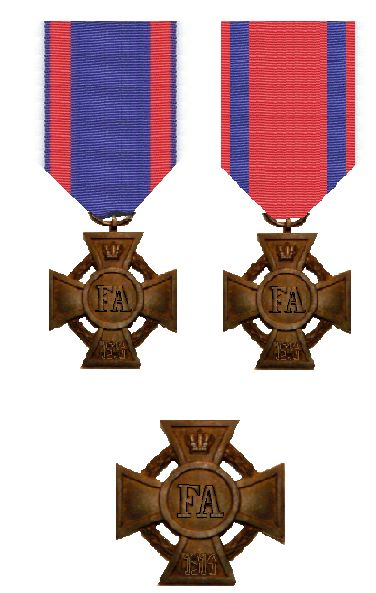
正章

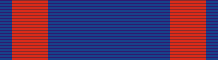
略綬

フリードリッヒ・アウグスト十字章（Friedrich-August-Kreuz）は、1914年9月24日にオルデンブルク大公フリードリヒ・アウグストが創設した勲章。一等（I. Klasse）と二等（II. Klasse）がある。
黒鉄で浮き彫りにされた十字架は鉄十字に似ている。メダルの中央にはフリードリヒ・アウグストのイニシャル「FA」が見える。十字架の上腕には王冠、下腕には1914年の年号が刻まれており、十字架の腕の間には月桂冠が巻きついている。十字架の裏面は平滑である。